# Chronologie de Créteil
Pour un article plus général, voir Créteil.

Blason de Créteil

Cette chronologie de Créteil liste les principaux événements survenus à Créteil, ville française, actuellement préfecture du département de Val-de-Marne en région Île-de-France.

## Préhistoire
- Paléolithique : plusieurs silex mis au jour sur le territoire de la commune.
- vers -5000 : polissoir et haches néolithiques attestent d'une occupation humaine.
- Âge du bronze : armes de bronze découvertes en draguant la Seine.
- vers -250 : route gauloise entre Paris et Sens (actuelle Route nationale 19).

## Antiquité
- Gaule romaine : exploitation d'une villa gallo-romaine à Mesly (selon Camille Jullian).
- vers 400 : martyr possible de saint Agoard, saint Aglibert et de leurs familles.

## Moyen Âge
- Ve siècle : existence possible d'une église.
- VIe siècle : atelier monétaire au port de Créteil.
- IXe siècle : Usuard, raconte la manière dont les chrétiens furent martyrisés à Vicus Christalius, nom primitif de Créteil.
- vers 850 : apparition du toponyme Cristolium, qui selon l'archiviste Madeleine Jurgens, est formé du radical pré-latin "crista" = la crête, et du suffixe celte "oïlum" = la clairière.
- 24 avril 900 : l'empereur Charles le Simple confirme une donation à l'église Saint-Christophe.
- 980 : Lysiard, évêque de Paris, fit don à ses chanoines de la terre et de l'église de Créteil. Les rois Lothaire et Louis V confirmèrent cette donation.
- vers 1050 : construction du clocher fortifié de l'église Saint-Christophe.
- 1157 : le roi de France Louis VII visite Créteil, y prendt logement qu'il paye aux chanoines de Paris, seigneurs de la terre.
- 1278 : apparition du toponyme Cristoill.
- 1319 : construction de la chapelle de Notre-Dame du Mèche.
- vers 1379 : construction du colombier.
- vers 1390 : rénovation du vieux moulin.
- 1406 : apparition du toponyme Créteil.
- Vers 1410 : Charles VI fait bâtir une maison au Buisson pour sa maîtresse, appelée la Petite Reine.
- 1418 : sous occupation anglo-bourguignonne, Créteil est mis à sac et laissé en ruines.
- 1471 : ouverture de l'Hôtel-Dieu.

## XVIesiècle
- 1547-1548 : l'évêque de Paris Jean du Bellay devient le nouveau seigneur de Créteil en échangeant sa terre de Wissous pour celle de Créteil avec le chapitre de Notre-Dame. Ses successeurs y firent bâtir un château, qui à la Révolution était encore la maison de campagne des archevêques de Paris.

## XVIIesiècle
- 1602 : le roi de France Henri IV passe à Créteil.
- 1637 : Anne d'Autriche visite Créteil le 30 septembre.
- 1646 : confirmation de l'existence de la Compagnie de la Charité des pauvres de la paroisse.
- 1652 : les armées du Prince de Condé pillent la ville.
- 1658 : importante crue de la Marne.
- 1683 : inauguration d'un second moulin à farine sur l'île Brise pain, proche de la Marne : le "Moulin neuf" qui concurrence ainsi le "Moulin vieux" au point d'engendrer des conflits sanglants.

## XVIIIesiècle
- 1709 : disette importante. 60 décès à Créteil.
- 1717 : pavage du grand chemin de Brie (actuelle rue du Général-Leclerc)
- 1740 : importante crue de la Marne.
- 1759 : construction par Nicolas Le Camus de Mézières de l'ancienne mairie, actuelle Maison du Combattant.
- 1778 : rue des Mèches, dans le jardin de l'hôtel du banquier Vernezobre, le médecin Mesmer expérimente le magnétisme animal.
- 1789 : les cahiers de doléances de Créteil comptent 15 articles.
- 1790 : Louis-Simon Piot, boucher de son métier, est élu maire.
- juillet 1791 : le curé de Créteil prête serment à la constitution civile du clergé.
- 1794 : construction d'un troisième moulin (le "moulin Bailly") près de l'île des Peupliers, près de l'actuel pont Noël.

## XIXesiècle
- 1801 : sur les pentes du Mont de Mesly, des plâtriers installent leurs fours
- 1802 : importante crue de la Marne.
- 1804 : le moulin vieux est transformé en filature de coton.
- 1805 : le général Sérurier achète le "château de Créteil", une grande maison située près de la porte de Brie.
- 1806 : une tempête arrache le toit de l'église.
- 1814 : les troupes russes à la poursuite de Napoléon entrent à Créteil et procèdent à de nombreuses réquisitions.
- 1817 : importante crue de la Marne.
- 1819 : une deuxième filature de coton s'installe à Créteil.
- 1823 : installation d'un dépôt de lettres au carrefour de l'église.
- 1824 : Fondation du premier club sportif cristolien : les Chevaliers de l’Arc, club de tir.
- 1827 : discours du roi Charles X.
- 1830 : importante crue de la Seine.
- 1837 : importante crue de la Marne.
- 1840 : importante crue de la Marne.
- 9 avril 1841 : inauguration du pont de Créteil sur la Marne.
- 1841 : importante crue de la Marne.
- 1846 : importante crue de la Marne.
- 27 mars 1848 : plantation de l'arbre de la liberté sur la place de l'église.
- 1848 : l'Assistance Publique nouvellement créée prend la direction de l'Hôtel-Dieu de Créteil et des vastes terrains attenants à l'établissement.
- vers 1850 : construction du Château des Mèches.
- 1851 : installation à Créteil d'une société de production d'engrais.
- 1856 : importante crue de la Marne.
- 1857 : construction du lotissement des buttes.
- 1858 : exploitation de carrières d'albâtre au Mont-Mesly.
- 1861 : création de la Compagnie des eaux de Créteil.
- 1865 : Victor Hugo compose Les Choses écrites à Créteil .
- 1866 : importante crue de la Marne.
- 1868 : création de la bibliothèque municipale.
- 1869 : création d'une ferblanterie rue des Écoles, la maison Vapereau, et de l'orfèvrerie Alphonse Boulenger rue de Mesly.
- 30 novembre 1870 : les combats du Mont-Mesly font 179 morts.
- 1870-1871 : Créteil est occupé par les troupes prussiennes. La population est évacuée principalement à Paris entre octobre 1870 et février 1871. Nombreuses destructions, dont celle du Pont de Créteil. Le clocher de l'église est incendié par les Prussiens après y avoir entassé les chaises et tous les éléments en bois de l'église.
- 1871 : création de la brigade de gendarmerie de Créteil.
- 1872 : réorganisation du service d'incendie. Le cors des sapeurs-pompiers de Créteil compte 21 hommes en 1873, 30 en 1876.
- 1873 : le bureau de bienfaisance secourt désormais en priorité les infirmes, les personnes de plus de 75 ans et les familles nombreuses.
- 1874 : achèvement des travaux de reconstruction du Pont de Créteil.
- 6 juin 1874 : le bureau du télégraphe est rattaché à celui du bureau de poste.
- Février 1880 : une vague de froid endommage gravement les canalisations d'eau.
- 1889 : construction du Château des Buttes.
- 1883 : Paul Cézanne peint "Le Pont sur la Marne à Créteil".
- 23 juin 1889 : le préfet reconnaît le club sportif Société de jeu de boules de Créteil.
- 1891 : ouverture de la crèche municipale.
- 1891 : installation du téléphone au bureau de poste.
- 1892 : importante crue de la Marne.

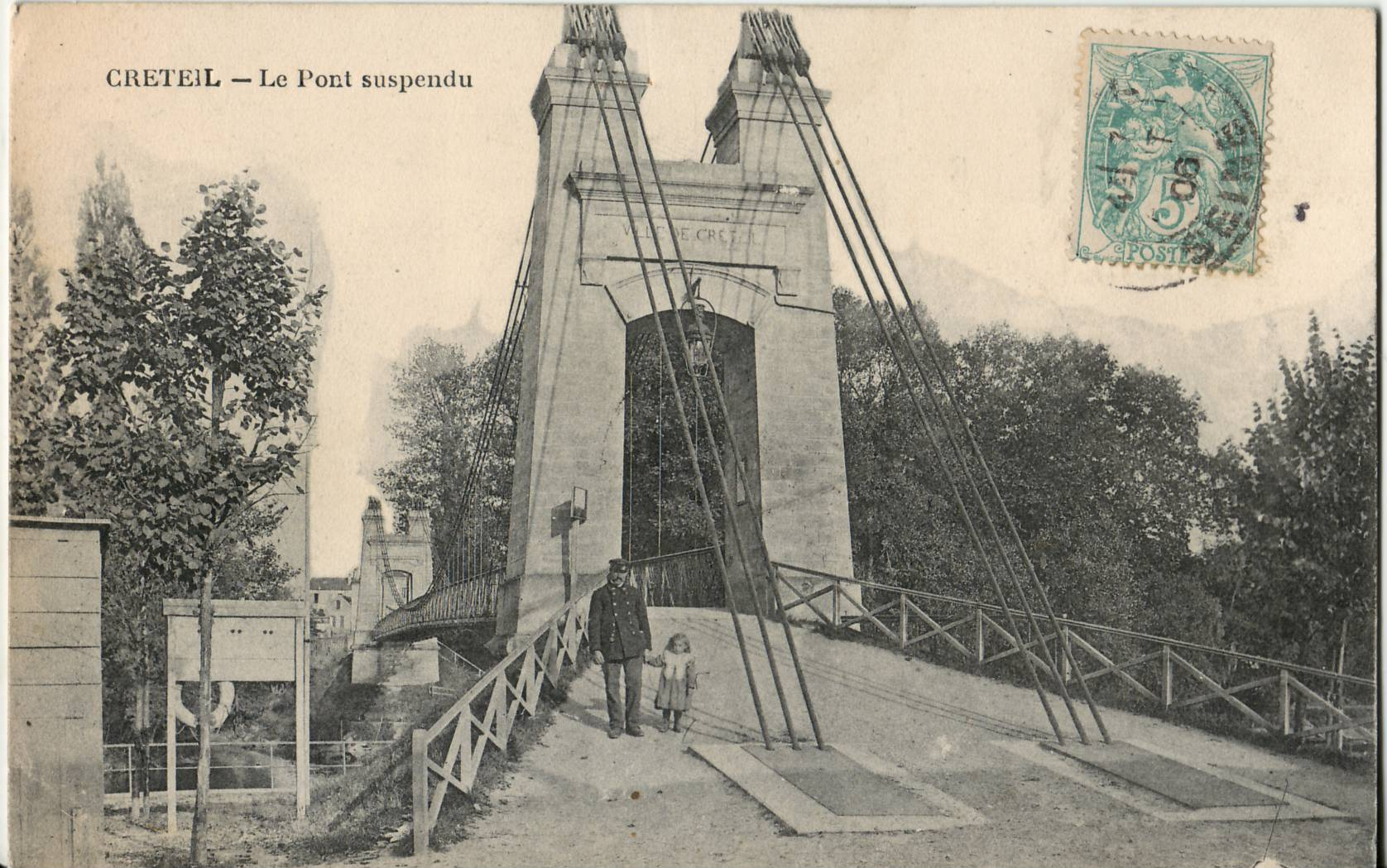
Le second pont de Créteil, photographié avant 1906

- 24 juillet 1898 : Inauguration de la passerelle suspendue sur la Marne, au niveau du Port de Créteil.
- 1900 : la police municipale compte désormais trois gardes champêtres après création d'un nouveau poste.
- 1900 : la mairie met en place un service public de vaccination pour l'ensemble de la population.

## XXesiècle
- 1901 : les armoiries de Créteil sont dessinées.
- 1905 : création du club omnisports de la Société athlétique de Créteil.
- 1905 : première ligne de tramway électrique.
- 1906 : création de l'Abbaye de Créteil. Le peintre Albert Gleizes peint l'église et l'ancienne place.
- 1907 : premières présentations de spectacles cinématographiques dans la commune par un forain.
- 1er octobre 1907 : création de l’Amicale des élèves et anciens élèves des écoles publiques de Créteil dont les activités sont essentiellement sportives (escrime, badminton, tennis de table) et culturelles (danse, théâtre).
- janvier-février 1910 : grande inondation de 1910. 610 hectares de la commune sont sous les eaux.
- 1912 : 16 voitures automobiles de tourisme sont recensées dans la ville. Ce chiffre augmente rapidement : 28 en 1913.
- Août 1914-novembre 1918 : Créteil est un lieu de cantonnent de troupes en partance pour le front. La commune est parfois bombardée par l'aviation allemande.
- 1915 : création du fonds municipal de chômage.
- Août 1918 : la municipalité organise et cofinance des colonies de vacances pour 50 enfants de la commune.
- 1919 : importante crue de la Marne.
- 1920 : importante crue de la Marne.
- 1924 : importante crue de la Marne.
- 1925 : les premiers tracteurs arrivent dans la plaine maraîchère de Créteil.
- 1930 : 285 voitures automobiles de tourisme sont recensées dans la ville pour environ 10 000 habitants. Ce chiffre augment rapidement : 356 en 1931, 408 en 1932.
- 1930 : importante crue de la Marne.
- 1930 : inauguration d'une salle de cinéma Le Régina, rue de Monfray.
- mars 1931 : création de l'Aéro-Club de Créteil.
- 1936 : les terrains de sports de route d'Alfort jusque-là utilisés par le CA Paris repassent sous contrôle cristolien. L'Union sportive de Créteil est créée peu avant.
- 1937 : création du club sportif de l'Association sportive de Créteil, concurrente de l'USC.
- 3 novembre 1937 : ouverture de l'Hôpital intercommunal de Créteil.
- 1940-1944 : occupation allemande.
- 27 août 1940 : les troupes allemandes entrent en ville et y stationnent.
- mars 1941 : installation d'un poste de guet de l'armée allemande en haut du Mont-Mesly pour observer l'arrivée des bombardiers alliés.
- 10 avril 1944 : violent bombardement américain.
- 12 août 1944 : la Résistance locale s'empare du dépôt de la police de Créteil, mettant la main sur 1000 tonnes d'équipements.
- 21 août 1944 : la Résistance locale prend la mairie et remplace le drapeau à croix gammée par le drapeau tricolore sur le Château des Buttes, ex kommandantur.
- 25 août 1944 : les Allemands s'accrochent dans la plaine et sur le Mont-Mesly. Des combats très sérieux opposent ces soldats allemands à la Résistance locale, notamment aux carrefours de la Route nationale 19.
- 26 août 1944 : violent bombardement allemand sur Créteil provoquant 18 morts et de gros dégâts sur 62 bâtiments.
- 30 août 1944 : arrivée d'une unité motorisée de l'armée américaine à Créteil.
- Novembre-décembre 1944 : importante crue de la Marne.
- 1945 : deux salles de cinéma à Créteil.
- Février 1945 : importante crue de la Marne.
- Janvier 1955 : importante crue de la Marne.
- 1955 : début de l'urbanisation du Mont-Mesly.
- 1958 : arrivée des premiers habitants au Mont-Mesly.
- 1959 : importante crue de la Marne.
- 1er septembre 1961 : création du Tennis Club de Créteil.
- 1962 : reconstruction du Pont de Créteil.
- 30 septembre 1963 : ouverture du premier lycée de la ville.
- Novembre 1964 : L'Assemblée nationale désigne Créteil comme future préfecture du nouveau département du Val-de-Marne.
- 21 mars 1965 : élection de Pierre Billotte comme maire.
- Juin 1965 : création du conseil municipal des jeunes.
- 18 juin 1966 : inauguration de la piscine Sainte-Catherine.
- 10 octobre 1966 : nomination par le pape Paul VI du premier évêque de Créteil : Mgr Robert de Provencheres.
- 11 février 1967 : inauguration de la zone d'activités des Petites-Haies.
- Octobre 1967 : début des travaux du quartier de la Habette sur le Mont-Mesly.
- 1er janvier 1968 : Créteil devient officiellement la préfecture du Val-de-Marne.
- 1968 : ouverture du Lycée Saint-Exupéry.
- 1969 : démolition de la passerelle sur la Marne construite en 1898.
- 20 juillet 1969 : Créteil est ville étape du Tour de France pour la première fois.
- 1er octobre 1969 : le conseil municipal donne des noms aux premiers quartiers du "nouveau Créteil" : Montaigut, Palais, Lévrière et Haye-aux-Moines.
- 2 décembre 1969 : ouverture du CHU Henri-Mondor.
- 1970 : importante crue de la Marne.
- 1970 : ouverture du Lycée Léon Blum.
- 1970 : ouverture du Lycée technique Édouard Branly.
- 15 novembre 1970 : ouverture de l'Université Paris XII Val-de-Marne.
- 2 décembre 1971 : inauguration de la nouvelle préfecture du Val-de-Marne.
- 1er février 1972 : Créteil devient le siège de l'Académie couvrant les départements du Val-de-Marne, de Seine-et-Marne et de Seine-Saint-Denis.
- 30 juin 1972 : inauguration du premier restaurant McDonald's en France, avenue du Général-de-Gaulle.
- 13 janvier 1973 : inauguration de la piscine du Colombier.
- 24 septembre 1973 : ouverture de la station de métro Créteil - L'Échat.
- 24 novembre 1973 : inauguration du terrain synthétique du Parc municipal des sports. C'est le premier terrain en astroturf en France.
- Mai 1974 : Le quartier des Choux de Créteil est achevé.
- 9 septembre 1974 : ouverture des stations de métro Créteil - Université et Créteil - Préfecture.
- 10 septembre 1974 : ouverture du centre commercial Créteil Soleil.
- 24 septembre 1974 : ouverture du centre commercial du Palais.
- 5 décembre 1974 : ouverture du nouvel hôtel de ville.
- 16 janvier 1975 : ouverture des archives départementales.
- 7 février 1975 : ouverture de la Maison des arts et de la culture de Créteil inaugurée par un discours d'André Malraux.
- Mars 1975 : inauguration de la piscine de la Lévrière.
- 1976 : inauguration du Lycée "pilote" du Lac (futur Lycée Léon Blum).
- 1976 : inauguration du complexe de six salles du Cinéma Artel.
- 10 janvier 1978 : inauguration du Cinéma La Lucarne au Mont-Mesly.
- 1978 : création de l'école de voile.
- 1978 : inauguration du Palais de justice de Créteil.
- 24 juin 1978 : jumelage avec Kiryat-Yam (Israël).
- 1979 : première édition du Festival international de films de femmes de Créteil au cinéma Les Gémeaux (Vieux Créteil). Le Festival se tiendra à la Maison des Arts à partir de 1985.
- 1980 : jumelage avec Salzgitter (Allemagne).
- 12 décembre 1981 : jumelage avec Les Abymes (Guadeloupe).
- 31 décembre 1981 : Radio Créteil commence ses émissions.
- 2 juillet 1983 : Créteil est ville étape du Tour de France pour la deuxième fois.
- 28 août 1983 : jumelage avec Falkirk (Écosse).
- 24 septembre 1983 : inauguration du Stade Dominique-Duvauchelle.
- Novembre 1984 : Créteil reçoit une quatrième fleur au Concours des villes et villages fleuris.
- 1985 : La ville se dote d'un nouveau logo remplaçant les armoiries créées en 1901.
- 11 mai 1985 : L'US Créteil Handball accède pour la première fois de son histoire en championnat de France de Division 1 de handball.
- 1985 : première édition du Carnaval de Créteil.
- 1985 : Le Centre chorégraphique national de Créteil et du Val-de-Marne est dirigé par Maguy Marin
- 1986 : Les Dauphins de Créteil son champions de France de water polo féminin pour la première fois.
- 6 janvier 1987 : inauguration du Cinéma du Palais (3 salles art-et-essais) dirigé par Armand Badayan.
- 26 juillet 1987 : Créteil est ville étape du Tour de France pour la troisième fois.
- Septembre 1987 : inauguration du quartier du port.
- 1988 : lancement de la zone d'activités Europarc.
- 2 février 1988 : Créteil est sacré "ville la plus sportive de France" par le quotidien sportif L'Équipe.
- 1988 : L'US Créteil-Lusitanos accède pour la première fois de son histoire en championnat de France de Division 2 de football.
- 17 décembre 1988 : inauguration du Palais des sports Robert-Oubron.
- Juin 1989 : L'US Créteil Handball est champion de France de handball.
- 1990 : Début du câblage télé de la ville.
- 16 juin 1990 : inauguration de la piscine à vagues.
- 1991 : jumelage avec Mataró (Espagne).
- Août 1992 : découverte de sarcophages du VIIIe siècle à l'occasion des travaux du Trans-Val-de-Marne.
- 5 décembre 1992 : inauguration du Lycée Gutenberg.
- 1993 : Les Dauphins de Créteil son champions de France de water polo féminin pour la huitième fois consécutive.
- 29 septembre 1993 : inauguration du Trans-Val-de-Marne.
- 1994 : première édition du Festival international Exit.

(1995-2000 à venir)

## XXIesiècle
- 2001 : fermeture de la polyclinique de Créteil par fusion avec la clinique La Concorde d'Alfortville.
- 4 octobre 2001 : ouverture des nouveaux bâtiments universitaires dans la ZAC des Mèches afin d'accueillir les étudiants en économie établis à Saint-Maur-des-Fossés jusque-là.
- 13 février 2002 : Créteil reçoit le grand prix national du fleurissement.
- 2003 : installation dans le quartier de l'Échat du siège social du groupe des magasins Système U.
- 1er juillet 2004 : ouverture de l'UGC Ciné Cité offrant désormais 2900 places pour 12 salles.
- Janvier 2005 : ouverture du nouveau bâtiment de l'Institut d'urbanisme de Paris.
- Octobre 2005 : ouverture de plus 15 000 m² de nouveaux bâtiments universitaires dans le quartier de l'Échat afin d'accueillir 3000 étudiants en droit, établis à Saint-Maur-des-Fossés jusque-là.